# Arthur Ransome
Arthur Mitchell Ransome född 18 januari 1884 i Leeds, död 3 juni 1967, var en brittisk författare och journalist.
Ransome är mest känd för att ha skrivit barnboksserien Swallows and Amazons. Dessa böcker berättar om barns sommarlovsäventyr; oftast utspelar de sig i Lake District och Norfolk Broads. Många av böckerna handlar om segling; andra vanliga teman är fiske och camping. Böckerna blev så populära att en turistindustri byggdes upp kring Windermere och Coniston Water – de två sjöar som Ransome använde som grund för sina fiktiva North Country Lakes.
Han har också skrivit om Londons litterära liv och om livet i Ryssland före och under Ryska revolutionen 1917.
Ransome föddes i Leeds, där hans far var professor i historia. 
Ransome fick sin utbildning först i Windermere och sedan vid Rugby School (där han bodde i samma studentrum som Lewis Carroll bott i). Han studerade kemi vid Yorkshire College under ett år men lämnade sedan college och flyttade till London för att bli författare. Han arbetade som kontorsassistent vid ett bokförlag och som redaktör för magasinet, Temple Bar Magazine, samtidigt som han ägnade sig åt sitt skrivande.

## FöreSwallows and Amazons
Ransome gifte sig med Ivy Constance Walker 1909 (de skildes dock 1924) och fick en dotter, Tabitha.
I sitt första viktigare verk, Bohemia in London (1907), introducerade Ransome berättelserna om Londons bohemiska litterära och konstnärliga kolonier och en del av dess nuvarande representanter. 
Bland hans andra böcker var det en bok om Oscar Wilde som förde honom in i en förtalsprocess med Lord Alfred Douglas. Det påstådda förtalet handlade om Wilde och Douglas homosexuella affärer och blev en stor skandal. Ransome vann målet, men drog tillbaka den omtvistade texten från senare upplagor av sin Wilde-biografi. 1913 lämnade han sin fru och sin dotter och reste till Ryssland för att studera folklore.

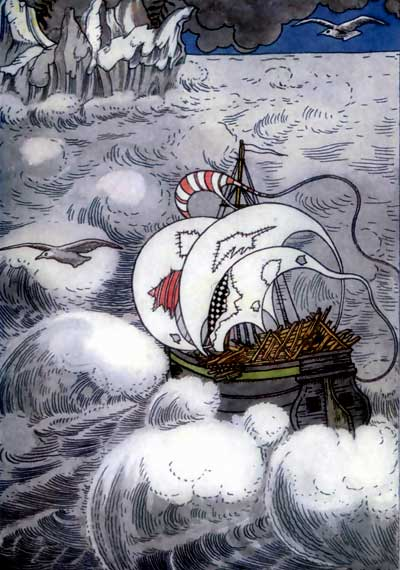
They sailed away once more over the blue sea.
Från en utgåva av Old Peter's Russian Tales

1916 publicerade Ransome Old Peter's Russian Tales, en samling med 21 folksagor från Ryssland. Efter första världskrigets utbrott 1914, arbetade han som reporter och rapporterade om kriget från östfronten för tidningen, Daily News. Han rapporterade även från Ryska revolutionen 1917, och utvecklade en viss sympati för Bolsjevikernas sak och kom personligt nära ett antal av dess ledare, bland andra Vladimir Lenin och Lev Trotskij. Här mötte han även kvinnan som kom att bli hans andra fru, Evgenia Petrovna Sjelepina, som vid den tiden arbetade som Trotskijs personliga sekreterare. 
Ransome gav en del information till brittiska ämbetsmän, och brittiska Secret Intelligence Service (MI6) betraktade honom som lojal, om inte en agent; han gavs kodnamnet S76 i deras filer. MI5, det brittiska Security Service, höll ett öga på honom eftersom han var motståndare till en allierad intervention vid den ryska revolutionen. Vid ett av hans besök i Storbritannien förhörde myndigheterna honom och hotade med fängelse. I oktober 1919, då han återvänt till Moskva som ombud för The Guardian, anförtrodde den eständska utrikesministern Ants Piip Ransome att leverera ett hemligt förslag om vapenvila till bolsjevikerna – vid den tiden utkämpade Estland det Estniska frihetskriget tillsammans med den Vita armén. Efter att ha korsat stridslinjerna till fots överlämnade Ransome meddelandet till diplomaten Maxim Litvinov i Moskva. För att leverera svaret, vilket var ett accepterande av Piips fredsförslag, var Ransome tvungen att återvända samma riskfyllda väg, men denna gång tillsammans med Evgenia. Estland drog sig ur konflikten och Ransome och Evgenia bosatte sig i Reval. Den ryska perioden i Ransomes liv beskrivs i fiktiv form i Marcus Sedgwicks Blood Red, Snow White.
Efter den allierade interventionen stannade Ransome kvar i de baltiska staterna där han byggde en jakt, Racundra. Han skrev en bok om denna upplevelse, Racundra's First Cruise. Efter sin skilsmässa gifte han sig med Evgenia och de flyttade till England, där han fortsatte att arbeta som journalist vid The Guardian, oftast skrev han om utrikesnyheter och om fiske.
1937 verkade MI5 nöjda med Ransomes lojalitet till Storbritannien. Dock har det framkommit dokument i KGB:s arkiv efter Sovjetunionens upplösning som indikerar att Evgenia Ransome var inblandad i diamantsmuggling från Sovjetunionen till Paris för att hjälpa till att sponsra tredje internationalen.

## SerienSwallows and Amazons
Ransome slog sig ner i Lake District. Han bestämde sig för att inte acceptera en position som utlandskorrespondent för The Guardian utan i stället skrev han Swallows and Amazons, 1929 – den första i serien som gav honom ett rykte som en av de bästa engelska författarna av barnböcker.
Ransomes författande är känt för sina detaljerade beskrivningar av platser och aktiviteter. Han använde sig av många verkliga platser från landskapet runt Lake District men lade även till sin egen geografi genom att mixa beskrivningar av olika platser för att skapa sin egen värld. Hans flytt till East Anglia ledde till en förändring av platserna i fyra av hans böcker och Ransome började använda sig av det verkliga landskapet och geografin runt East Anglia, så det är möjligt att använda de tryckta kartorna i böckerna för att hitta i det verkliga landskapet. Ransomes egna intresse av segling och behovet av att ge en verklig beskrivning fick honom att göra en resa över Nordsjön till Vlissingen. Hans bok We Didn't Mean To Go To Sea beskriver detta, och han baserade den fiktiva båten "Goblin" på sin egen båt Nancy Blackett (vilken i sin tur fått sitt namn från en karaktär i hans bokserie).
Två (eller möjligtvis tre) av böckerna om "Swallows and Amazons" har en mindre realistisk handling. Originalutförandet av Peter Duck var en berättelse som gjorts av barnen själva efter att Ransome skrivit introduktionen till boken. Peter Duck är en relativt enkel historia, men med en mycket mer fantastisk handling än de mer konventionella "Swallows and Amazons"-böckerna.
En resa till Kina som utrikeskorrespondent gav Ransome idén till Missee Lee, en berättelse i vilken läsaren får följa Swallows och Amazons när de seglar runt världen i skonaren Wild Cat från Peter Duck. Tillsammans med kapten Flint (Amazons morbror Jim Turner), blev de tillfångatagna av kinesiska pirater.
Mer kontroversiell är den sista boken i serien, Great Northern?, som utspelar sig i Skottland. Handlingen och handlingarna verkar mer realistiska, men kronologin följer inte den vanliga kronologin i böcker om skollovsäventyr. Myles North, en beundrare av Ransomes verk, stod för mycket av bashandlingen i boken.
Autobiography of Arthur Ransome, redigerad av Rupert Hart-Davis gavs ut postumt 1976. Den täcker endast hans liv fram till utgivningen av Peter Duck, 1931.
"Swallows and Amazons" blev så populär att den inspirerade ett antal andra författare att skriva på liknande sätt: mest noterbar är boken av två skolungdomar, Pamela Whitlock och Katharine Hull som skrev The Far-Distant Oxus, en äventyrshistoria som utspelar sig i Exmoor. Whitlock sände manuskriptet till Ransome i mars 1937; han övertygade sin förläggare Jonathan Cape att trycka den och karaktäriserade den som den bästa barnboken 1937.
En Arthur Ransome klubb grundades i Japan 1987.
Arthur Ransome sällskapet grundades i Storbritannien 1990.